# Bolzanói repülőtér
A Bolzanói repülőtér (IATA: BZO, ICAO: LIPB) Olaszország egyik repülőtere, amely Bolzano közelében található. Éves utasforgalma 66 179 fő (2022).

## Futópályák
A repülőtér futópályái:
- 01/19 (1432 m, 45 m, aszfalt)
- 01/19GLD (653 m, 20 m, fű)

## Forgalom
Az utasforgalom az elmúlt években az alábbi módon változott:
| Utasok száma | 1665 | 42 451 | 56 912 | 83 245 | 62 259 | 45 328 | 35 141 | 18 492 | 6561 | 83 668 |
|              | 1999 | 2002   | 2004   | 2007   | 2010   | 2012   | 2015   | 2018   | 2020 | 2023   |

## Légitársaságok és úticélok
| Légitársaság | Célállomások |
| ------------ | --- |
| SkyAlps      | Berlin, Düsseldorf, Hamburg Szezonális: Antwerp, Billund, Brač, Brindisi, Brüsszel, Cagliari, Catania, Copenhagen, Dubrovnik (2023. május 27-től), Ibiza, Kassel (2023 május 1-től), Lamezia Terme, Olbia, Palma de Mallorca, Rotterdam/The Hague, Zurich |